# السلم الثابت

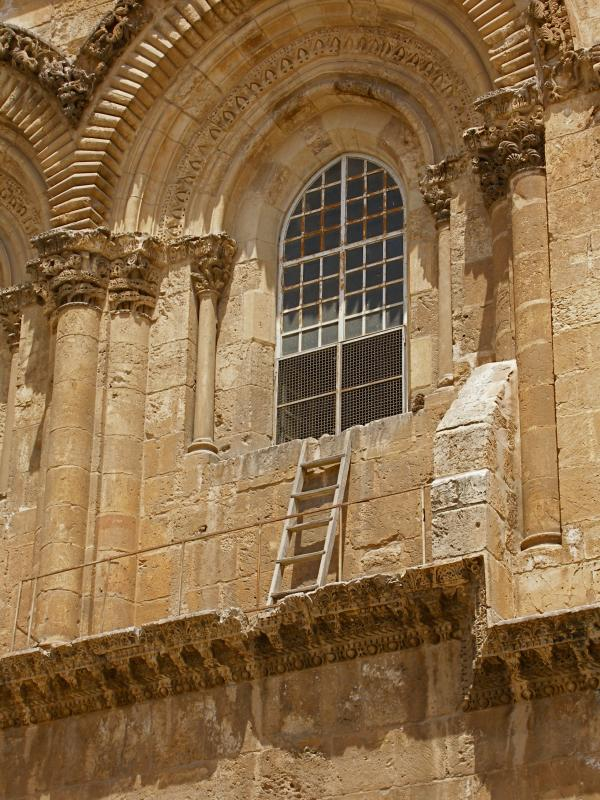

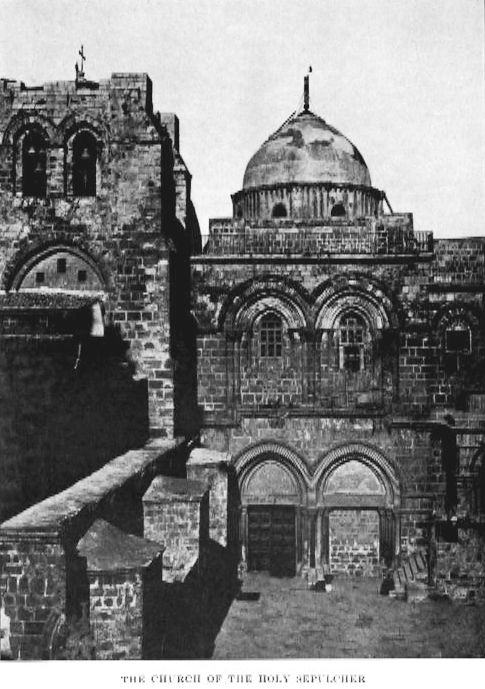
صورة للسلم بسنة 1885

السُّلَّم الثَّابِت هو سلم خشبي موجود فوق الواجهة الرئيسية لكنيسة القيامة في القدس تحت إحدى النوافذ من جهة اليمين. ويرجع أول ذكر لوجوده إلى سنة 1757 وهو ثابت، كما يوحي إسمه، هناك منذ ذلك الحين إلى الآن. 
يرجع سبب عدم تحريك السلم من مكانه إلى نزاعات داخل الطوائف المسيحية المختلفة على إدارة الأماكن المقدسة في القدس وما جاورها. وصار بالقرن الثامن عشر إتفاق يعرف باسم (إتفاق الوضع الراهن) وينص هذا الإتفاق على تقسيم القدس إلى قطاعات ومن يسيطر على موقع ما بذلك الوقت، سيستمر بالسيطرة عليه إلى أجلٍ غير مسمى. وأي مطالب بتغيير أو تعديل أي جانب مادي في الأماكن يشترط لتحقيقها موافقة جميع الطوائف مهما كانت التغييرات طفيفة.  وتبعاً لأوامر البابا بولس السادس بسنة 1964، فلا ينبغي تحريك السلم من مكانه إلى أن تصل الكنيسة الكاثوليكية والكنيسة الأرثوذكسية إلى حالة مسكونية أي حالة توافق بينها.

## محاولات التحريك
وعلى الرغم من الاسم، فلقد تم توثيق محاولات ثلاث لتحريك السلم، حدثت كلها بعد الإحتلال الإسرائيلي للقدس بسنة 1967، وهي كالآتي:
- بسنة 1981، حدثت محاولة لتحريك السلم من مكانه من أطراف غير معروفة.
- بسنة 1997، تم تحريك السلم من مكانه وإختفى لعدة أسابيع قبل أن يتم إعادته.
- بسنة 2009، تم تحريك السلم مؤقتاً إلى النافذة اليسرى خلال أعمال الصيانة